# Бармак, Ахмад Вайс
Вайс Ахмад Бармак — Министр внутренних дел Исламской Республики Афганистан.
Бармак родился в 1972 году в Кабул, столице Афганистан. Этнический таджик.
Он окончил начальное и среднее образование в Надарская средняя школа (1988 г.), Кабул. Он окончил факультет архитектуры Кабульского университета. Получил степень бакалавра в области архитектуры из Университета Кабула. Затем он получил степень магистра в Школе восточных и африканских исследований (SOAS) в Лондонском университете (2004). У Бармака есть британский паспорт.
Профессиональная карьера Бармака началась с МСФФ и МККК ещё в 1993 году.
В период с 1995 по 2002 год Бармак занимал ключевые руководящие должности в ряде международных организаций, включая ПРООН, ЮНОЧА и АКБАР.
В 2010 году он не получил достаточного количества голосов от доверия в Wolesi Jirga. Его поддерживает вице-президент Фамих. Бармак получил высокие оценки за руководство Национальной программой солидарности.
Афганский парламент утвердил девять назначенных министров на сессии 2012 годов. Вайс Бармак, получивший 212 голосов, получил должность министра развития сельских районов.
Вайс Ахмад Бармак был назначен с октября 2015 года в качестве государственного министра по вопросам управления в чрезвычайных ситуациях и гуманитарных вопросов и возглавлял Национальное управление по борьбе со стихийными бедствиями в Афганистане.
Вайс Ахмад Бармак получил 173 голоса за доверие и был утвержден 13 августа 2017 г. министром внутренних дел Исламской Республики Афганистан.
Полковник Кабир Ахмад Бармак, младший брат министра, который служил начальником районной полиции в PD5 и PD11 в Кабуле, был назначен заместителем начальника разведывательного отдела министерства внутренних дел в воскресенье 21 января 2018 года
Кроме своего родного языка Дари — (таджикский) он может говорить на Пушту и на английском языке.